# (38256) 1999 RH12
1999 RH12 (asteroide 38256) é um asteroide da cintura principal. Possui uma excentricidade de 0.19554280 e uma inclinação de 4.03127º.
Este asteroide foi descoberto no dia 7 de setembro de 1999 por LINEAR em Socorro.